# Aradipu
Aradipu (gr. Αραδίππου) – miasto w Republice Cypryjskiej, w dystrykcie Larnaka. W 2011 roku liczyło 19 228 mieszkańców. Jest ośrodkiem przemysłowym.